# Draconarius subtitanus
Draconarius subtitanus là một loài nhện trong họ Amaurobiidae.
Loài này thuộc chi Draconarius. Draconarius subtitanus được Hsen Hsu Hu miêu tả năm 1992.